# Богодаровская волость (Верхнеднепровский уезд)
Богодаровская волость — административно-территориальная единица Верхнеднепровского уезда Екатеринославской губернии.
По состоянию на 1886 год состояла из 10 поселений, 10 сельских общин. Население 1315 человек (573 мужского пола и 679 женского), 573 дворовых хозяйства.
| Собственность  | Площадь (в т. ч. пахотной) |
| -------------- | -------------------------- |
| Сельских общин | 1135 (1002)                |
| Частная        | 13 853 (2835)              |
| Другая         | 150 (58)                   |
| Всего          | 15 138 (3895)              |

Самые большие поселения:
- Богодаровка (Генеральская) — село над рекой Самоткань в 7 верстах от уездного города, 221 человек, 45 дворов, православная церковь.
- Надеждовка (Шошиновка)[2] — село над рекой Днепр, 221 человек, 45 дворов, православная церковь.